# حليقو رؤوس سيادة البيض

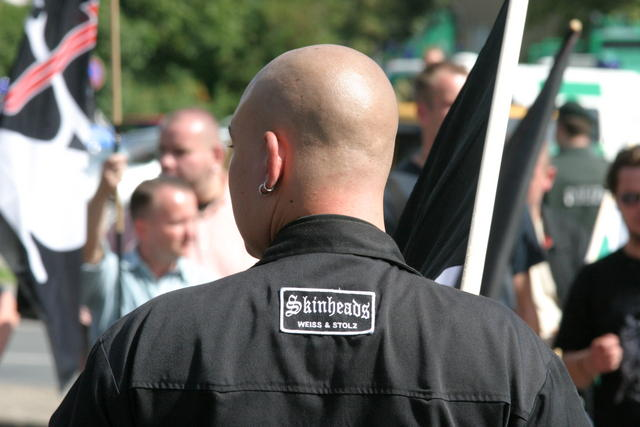
النازيين الجدد حليقي الرؤوس في ألمانيا

حليقو رؤوس سيادة البيض (بالإنجليزية: White power skinhead)‏ هم مجاميع من النازيون الجدد، المتعصّبون للعرق الأبيض والمعادون للسامية. ينتمي العديد منهم إلى المنظمات القومية البيضاء وأحيانًا عصابات السجن.
في الولايات المتحدة، يتم تنظيم غالبية مجموعات حليقي الرؤوس البيضاء على مستوى الولاية أو المقاطعة أو المدينة أو الحي. ال Hammerskin Nation (HSN) هي واحدة من الاستثناءات القليلة، بسبب وجودها الدولي.

## التاريخ
بدأت الثقافة الفرعية الأصلية لجلد الرأس في المملكة المتحدة خلال أواخر الستينيات، وكان لها تأثير بريطاني ثقيل وتأثيرات صبي فظ جامايكي - بما في ذلك تقدير لأنواع الموسيقى السوداء ska وموسيقى الروح والريغي المبكر. لم تكن هوية حليقي الرؤوس في الستينيات تستند إلى القوة البيضاء ولا النازية الجديدة أو الفاشية الجديدة، ولكن بعض حليقي الرؤوس (بما في ذلك الرؤوس السوداء) انخرطوا في «ضرب المثليين» و «ضربات الهبي» و / أو «باك الضرب»(العنف ضد الباكستانيين وغيرهم من المهاجرين الآسيويين). بدأ هذا بعد خطاب أنوش باول حول أنهار الدماء الملتهبة في عام 1968، والذي أطلق العنان للعنف «ضربات باكي»، والذي يشار إليه غالبًا باسم «إرهاب الرؤوس السوداء» في وسائل الإعلام، مع «باكي-باشرز» غالبًا ما يطلق عليهم ببساطة «رؤوس حليقي الرؤوس».
كان المشهد الأصلي لحلق الرأس قد مات في الغالب بحلول عام 1972، ولكن انتعاش أواخر السبعينيات ظهر جزئياً كرد فعل عنيف ضد تسويق الصخور البانك. تزامن هذا الإحياء مع تطوير منظمة أوكسفام الدولية! نوع الموسيقى. شمل إحياء الرأس في أواخر السبعينيات في بريطانيا فصيلًا قوميًا أبيض كبيرًا ، يضم منظمات مثل الجبهة الوطنية والحركة البريطانية والصخرة ضد الشيوعية - وفي أواخر الثمانينيات - الدم والشرف. كما بدأت عصابات حليقي الرؤوس العنصرية في الظهور في الشوارع في نفس الوقت تقريبًا، وسرعان ما اشتهرت بسبب عنفهم. ونتيجة لذلك، بدأت وسائل الإعلام الرئيسية في التركيز بشكل غير متناسب على الرؤوس البيضاء ذات القوة البيضاء، مما دفعها إلى وصف هوية رأس الرؤوس بأكملها بشكل غير دقيق بأنها النازية الجديدة.
في نهاية المطاف انتشر الفصيل العنصري من ثقافة الرأس الفرعية في أمريكا الشمالية وأوروبا ومناطق أخرى من العالم. ظهرت مجموعات حليقي الرؤوس البيضاء مثل هامرسكينز، وحصلت حليقي الرؤوس العنصرية على القبول بين منظمات القوة البيضاء المنظمة الأخرى مثل كنيسة الخالق ومقاومة الآريين البيضاء وكو كلوكس كلان. في عام 1988، كان هناك ما يقرب من 2000 من حليقي الرأس النازيين الجدد في الولايات المتحدة.
في عام 1995، تم اتهام حليقي الرأس النازيين الجدد مالكولم رايت جونيور وجيمس ن. بورميستر بقتل زوجين أمريكيين من أصل أفريقي في ولاية كارولينا الشمالية. كان رايت وبورميستر في جيش الولايات المتحدة ، وجزء من الفرقة 82 المحمولة جواً في فورت براج. تم القبض على كل من رايت وبورميستر في حديقة مقطورة حيث عثرت الشرطة على مسدس نصف آلي 9 ملم وعلم نازي وكتيبات تفوقية بيضاء وأدوات عصابات أخرى. وقد حكم على الرجلين بالسجن مدى الحياة.

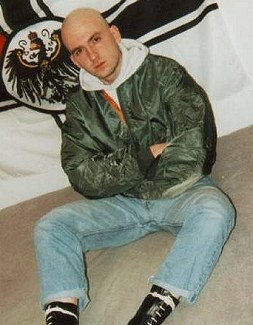
النازيين الجدد حليقي الرؤوس من ألمانيا أمام الإمبراطوري في عهد Reichskriegsflaggeشعبية رمز الألمان النازيين الجدد كبديل عن حظر الرموز النازية.

وفقًا لتقرير عام 2007 الصادر عن رابطة مكافحة التشهير، فإن مجموعات مثل حليقي الرأس ذوي البشرة البيضاء والنازيين الجدد وكو كلوكس كلان أصبحت أكثر نشاطًا في الولايات المتحدة، مع التركيز بشكل خاص على معارضة الهجرة غير الشرعية. بحلول عام 2012، كان هناك 138 منظمة عنصرية حليقة الرأس في جميع أنحاء العالم.
على الرغم من تجدد السياسة اليمينية التي شوهدت في جميع أنحاء العالم الغربي في منتصف أواخر 2010، يبدو أن حركة الرأس البيضاء ذات القوة البيضاء قد دخلت في الانخفاض، على الأقل في الولايات المتحدة. ويرجع ذلك إلى عدد من العوامل، مثل السمعة السيئة لصورة الرأس في العقل العام، وركود عصابات الرأس، وتركيز اليمين المتطرف على التحول من السيادة البيضاء إلى القومية البيضاء ورغباتهم في تصفية العنف خارج صورتهم العامة وكذلك تحول النشاط السياسي من الشوارع إلى الإنترنت. يلاحظ مركز قانون الفقر الجنوبي أنه لم تتشكل عصابات حليق الرؤوس بعد عام 2012 لم تكن مرتبطة بالفعل بالمجموعات الأكبر سنًا، وأن رؤوس حليقي القوة البيضاء «تفتقر إلى الملاءمة مقارنة بـ» اليمين البديل «العنصري والنازيين الجدد الأصغر سنا والأبيض المجموعات القومية التي تنظم نفسها عبر مواقع ومنصات الشبكات الاجتماعية المنتشرة». حدد مصدر آخر أسلوبهم في الأزياء كسبب محتمل آخر للتراجع، وأعلن أنه «عفا عليه الزمن بشكل متزايد» ، وأشار إلى تفضيل اليمين البديل لارتداء الملابس اليومية.

## نمط الملابس

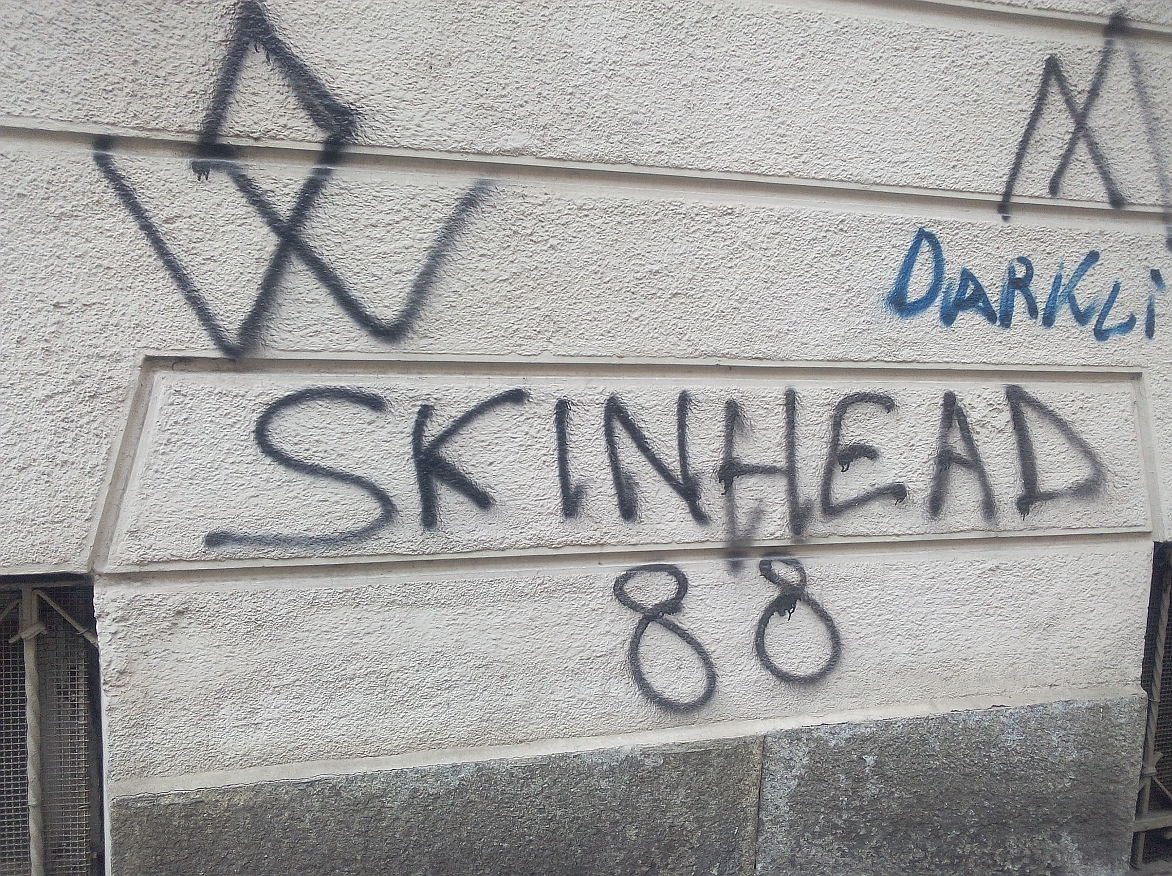
حليقي الرؤوس 88 الكتابة على الجدران في تورينو، إيطاليا. إن "88" لتقف على «سمو» أو «يحيا هتلر», «ح» يجري 8 حرف من الأبجدية

من المعروف أن جميع جماعات حليقو الرؤوس يرتدون أحذية دكتور مارتينس أو أحذية قتالية وسترات وجينز وحمالات (تُعرف أيضًا بالأقواس). ومع ذلك، على النقيض من رؤوس رؤوس حصان طروادة ذات التأثير المعتدل على غرار الستينيات، كانت رؤوس حليقي الرأس البيضاء ترتدي عادة أحذية أعلى وقمصان وسترات طيران (خاصة باللون الأسود) وسروال الجيش أو الجينز بدلاً من سراويل أو بدلات Sta-Perst ، على الرغم من أن بعض القوة البيضاء أو حليقي الرؤوس اليميني / القومي المعتدل قد يرتدون ملابس شبه تقليدية مع فريد بيري أو قمصان أسفل الزر وسترات هارينجتون أو سترات الدنيم. غالبًا ما يرتدي الرؤوس البيضاء ذات القوة البيضاء شارات أو سلاسل أو حلقات تتميز بشارات القوة النازية أو البيضاء. في بعض الحالات، يتناسب الرؤوس البيضاء ذات القوة البيضاء مع أحذيتهم بأربطة بيضاء (أو بدلاً من ذلك، حمراء) للدلالة على انتماءاتهم. عادة ما تتم هذه الأربطة بأسلوب «سلم» (تتم الأربطة أفقيًا بدلاً من عبورها)، وفي بعض العصابات، يجب اكتساب هذه الأربطة من خلال أعمال العنف العنصري. ومع ذلك، فإن «لعبة الدانتيل» هذه قد تم إهمالها إلى حد كبير منذ التسعينيات. العديد من أوي تتأثر الشرير! يرتدي حليقي الرؤوس حليقي الرؤوس البيضاء ذوي القوة البيضاء، دون الرموز العنصرية أو النازية الجديدة.
عادةً ما تقوم رؤوس حليق البشرة البيضاء بزراعة شعرها أقصر من رؤوس حليقي الرأس على غرار الستينيات - غالبًا حتى الصف 0 - أو تحلق رؤوسها تمامًا بشفرة الحلاقة. تميل الرؤوس البيضاء ذات القوة البيضاء أيضًا إلى أن يكون لها وشم أكثر من الرؤوس السوداء في الستينيات، وكثير منها لم يكن لديه وشم على الإطلاق. غالبًا ما تتميز هذه الوشم بالصور النازية أو العنصرية أو القومية. تعتبر رموز Rune وكذلك الأعمال الفنية الاسكندنافية والسلتية والألمانية مواضيع مشتركة.
في ألمانيا وإسبانيا وهولندا، كانت ماركة Lonsdale للملابس شائعة بين بعض حليقي الرأس النازيين الجدد. ويرجع ذلك جزئيًا إلى أن الأحرف الوسطى الأربعة من Lonsdale ، NSDA ، هي تقريبًا نفس اختصار اسم حزب Adolf Hitler السياسي، Nationalsozialistische Deutsche Arbeiterpartei (NSDAP). لطالما اشتهرت العلامة التجارية Lonsdale برؤوس الرؤوس غير العنصرية منذ عقود، ورعت الشركة أحداثًا وحملات مناهضة للعنصرية، ورفضت تقديم منتجات لتجار التجزئة النازيين الجدد المعروفين.

## أبرز المنظمات مع الأبيض الطاقة حليقي الرؤوس أعضاء
| - الأخوة الأرية - Aryan Guard - الدم والشرف - British Movement - كومبات 18 - Hammerskins - Heritage Front - National Front - Public Enemy No. 1 (street gang) - Volksfront - White Aryan Resistance |

## في الثقافة الشعبية
والمجموعات الموسيقية
- Kolovrat
- Landser
- Macht und Ehre
- لا ندم
- Skrewdriver (في الأصل غير عنصري فاسق صخرة الفرقة)
- Skullhead

الأفلام
| - Adam's Apples (2005) - التاريخ الأمريكي إكس (1998) - The Believer (2001) - Dead Bang (1989) - Erasing Hate (2011) - Green Room (2015) - Higher Learning (1995) - I.D. (1995) | - Ill Manors (2012) - Imperium (2016) - The Infiltrator ‏ (1995) - Made in Britain (1983) - Neo Ned (2005) - Pariah (1998) - البرتقالي هو الأسود الجديد (2016) - Romper Stomper (1992) | - Russia 88 (2009) - Skinhead Attitude (2003)` - Skinning (2010) - SLC Punk! (1998) - Sökarna (1993) - Steel Toes (2006) - هذه هي إنجلترا (2006) - Tic Tac ‏ (1997) |

ألعاب الفيديو
- التطهير العرقي (2002)
- سيسقط (2003 المعروفة في اللعبة باسم «مخالب» و «الرواسب اللوردات»)